# Salih Dursun
Salih Dursun (* 12. Juli 1991 in Sakarya) ist ein türkischer Fußballspieler.

## Karriere

### Verein
Dursun begann mit dem Vereinsfußball in der Jugend von Garajlar Taç Spor und wechselte 2003 in die Jugend von Sakaryaspor. Hier spielte er sechs Spielzeiten lang ausschließlich für die Jugend- bzw. später für die Reservemannschaft. 2009 erhielt er einen Profivertrag und wurde in den Profikader involviert. Die erste Spielzeit erkämpfte er sich auf Anhieb einen Stammplatz. Sein Debüt machte er am 30. August 2009 im TFF-2.Lig-Spiel gegen TKİ Tavşanlı Linyitspor. Bis zum Saisonende kam er auf 27 Begegnungen. Die zweite Saison bei den Profis verlor er seinen sicheren Stammplatz, kam aber dennoch auf 20 Ligabegegnungen. Die Saison schloss er mit seiner Mannschaft als Relegationssieger der TFF 2. Lig ab und stieg damit in die TFF 1. Lig auf. Zur Saison 2011/12 wurde Sakaryaspor ein Transferverbot seitens des Fußballverbandes auferlegt, sodass man mit den vorhandenen Spielern die Saison überstehen musste. In dieser Konstellation erkämpfte sich Dursun sofort einen Stammplatz und entwickelte sich über die Spielzeit zum Leistungsträger seiner Mannschaft. Mit seinen 30 Ligaspielen und 9 Treffern zählte er zu den auffälligsten Akteuren seiner Mannschaft.
Nachdem sein Vertrag mit Sakaryaspor zum Sommer 2012 ausgelaufen war, wechselte er ablösefrei zum Erstligisten Kayserispor. Insgesamt kam Dursun bei Kayserispor zu 40 Erstligaspielen und erzielte vier Tore. Am 17. Januar 2014 wechselte er für eine Ablösesumme von 2,75 Millionen Euro zum türkischen Rekordmeister Galatasaray Istanbul.
Zur Saison 2014/15 wurde er an den Ligarivalen Trabzonspor für die Dauer von zwei Spielzeiten ausgeliehen. Seine Ausleihe war Teil der Ablösesumme von Olcan Adin, den Galatasaray von Trabzonspor verpflichtete.
Mit dem Ende seiner Leihdauer bei Trabzonspor kehrte er zu Galatasaray zurück und nahm bei diesem Verein am vorsaisonalen Vorbereitungscamp teil. Während der Hinrunde 2016/17 kam Dursun für Galatasaray zu einem Einsatz im türkischen Pokal. Für die Rückrunde wurde er an Antalyaspor verliehen. Antalyaspor hat bis zum 15. Juni 2017 eine Kaufoption in Höhe von 250.000 Türkische Lira.

### Nationalmannschaft
Im Rahmen des Turniers von Toulon 2012 wurde Dursun im Mai 2012 in die zweite Auswahl der türkischen Nationalmannschaft berufen. Die türkische A2 nominierte hier für Spieler, die jünger als 23 Jahre waren, um die Altersbedingungen für das Turnier zu erfüllen. Die Mannschaft schaffte es bis ins Finale und unterlag dort der Auswahl Mexikos.

## Spielweise
Dursun zeichnet sich durch seine körperbetonte Spielweise und durch erbittert geführte Zweikämpfe aus. So war er mit seinen bis zum 32. Spieltag der Saison 2012/13 15 kassierten gelben Karten und einer roten Karte jener Spieler, der die meisten Karten gesehen hatte. Bei diesem Klub etablierte er sich schnell als Stammspieler und trug dazu bei, dass der Verein die Saison 2016/17 als Tabellenfünfter beendete und damit die beste Erstligaplatzierung der Klubgeschichte erreichte. Nach diesem Einstand bei Antalyaspor zog der Verein am Saisonende die Kaufoption.

## Erfolge
Mit Sakaryaspor
- Playoff-Sieger der TFF 2. Lig und Aufstieg in die TFF 1. Lig: 2010/11

Mit Galatasaray Istanbul
- Türkischer Fußballpokalsieger: 2013/14
- Türkischer Supercupsieger: 2016 1

Mit Antalyaspor
- Fünfter der Süper Lig: 2016/17

Mit der zweiten Auswahl der Türkischen Nationalmannschaft
- Vizemeister im Turnier von Toulon: 2012